# Eden (Israëlische band)
Dit overzicht is mogelijk incompleet; u kunt helpen door het uit te breiden.
Eden was een Israëlische band die Israël vertegenwoordigde op het Eurovisiesongfestival 1999 in Jeruzalem met hun lied Happy Birthday dat vijfde werd. Het lied was gedeeltelijk in het Engels en gedeeltelijk in het Hebreeuws.
De leden waren Gabriel Butler, Eddie Butler, Rafael Dahan en Doron Oren. In 2006 nam Eddie Butler solo deel aan het songfestival.
1973: Ilanit · 
1974: Poogy · 
1975: Shlomo Artzi · 
1976: Chocolad Menta Mastik · 
1977: Ilanit · 
1978: Izhar Cohen & The Alphabeta · 
1979: Gali Atari & Milk and Honey · 
1981: Hakol Over Habibi · 
1982: Avi Toledano · 
1983: Ofra Haza · 
1985: Izhar Cohen · 
1986: Moti Giladi & Sarai Tzuriel · 
1987: Lazy Bums · 
1988: Yardena Arazi · 
1989: Gili & Galit · 
1990: Rita · 
1991: Duo Datz · 
1992: Dafna Dekel · 
1993: The Shiru Group · 
1995: Liora · 
1998: Dana International · 
1999: Eden · 
2000: Ping Pong · 
2001: Tal Sondak · 
2002: Sarit Hadad · 
2003: Lior Narkis · 
2004: David D'Or · 
2005: Shiri Maimon · 
2006: Eddie Butler · 
2007: Teapacks · 
2008: Bo'az Ma'uda · 
2009: Noa & Mira Awad · 
2010: Harel Skaat · 
2011: Dana International · 
2012: Izabo · 
2013: Moran Mazor · 
2014: Mei Finegold · 
2015: Nadav Guedj · 
2016: Hovi Star · 
2017: Imri Ziv · 
2018: Netta Barzilai · 
2019: Kobi Marimi · 
2021: Eden Alene · 
2022: Michael Ben David · 
2023: Noa Kirel · 
2024: Eden Golan · 
2025: Yuval Raphael